# Марієнкампен
Марієнкампен (нід. Marijenkampen) — селище в нідерландській провінції Оверейсел. Входить до муніципалітету Стенвейкерланд.
Його площа становить 1,96 км², а населення станом на 2021 рік складало 170 осіб.